# Primije Aleksandrijski
Papa Primije (Aprimos), bio je peti aleksandrijski papa i patrijarh svete Stolice sv. Marka. Krstio ga je Sveti Marko evanđelist. Bio je jedan od trojice koje je sv. Marko zaredio u svećenika zajedno s biskupom Anijanom, drugim papom. Papa Primije je bio asketa, pobožan i ispunjen dobrim djelima.
 
Nakon mučeničke smrti pape Kedrona zaređen je papom i patrijarhom Svete apostolske Stolice sv. Marka 30. lipnja, 22. dana Paonija, 106. godine. Tijekom njegovog papinstva crkva je svoju službu obavljala u miru i tišini, pa je vjerojatno da i to može biti razlog jako šturim podacima vezanim za njegov život i djelo.

U koptskom sinaksarionu se uspomena na njega slavi 3. dan Mesre prema koptskom kalendaru, petoj godini vladavine cara Hadrijana.

## Vanjske poveznice
- Khaled Gamelyan - The Coptic Encyclopedia, opensource
- Holweck, F. G., A Biographical Dictionary of the Saints. St. Louis, MO: B. Herder Book Co. 1924.

| Koptski pape Aleksandrije        | Koptski pape Aleksandrije       | Koptski pape Aleksandrije         |
| -------------------------------- | ------------------------------- | --------------------------------- |
| prethodnik Kedron Aleksandrijski | Aleksandrijski pape 106. - 118. | nasljednik Justije Aleksandrijski |